# Mira Kubasińska
Mira Kubasińska, wł. Marianna Nalepa (ur. 8 września 1944 w Bodzechowie, zm. 25 października 2005 w Otwocku) – polska piosenkarka, wokalistka blues-rockowych zespołów Blackout i Breakout.

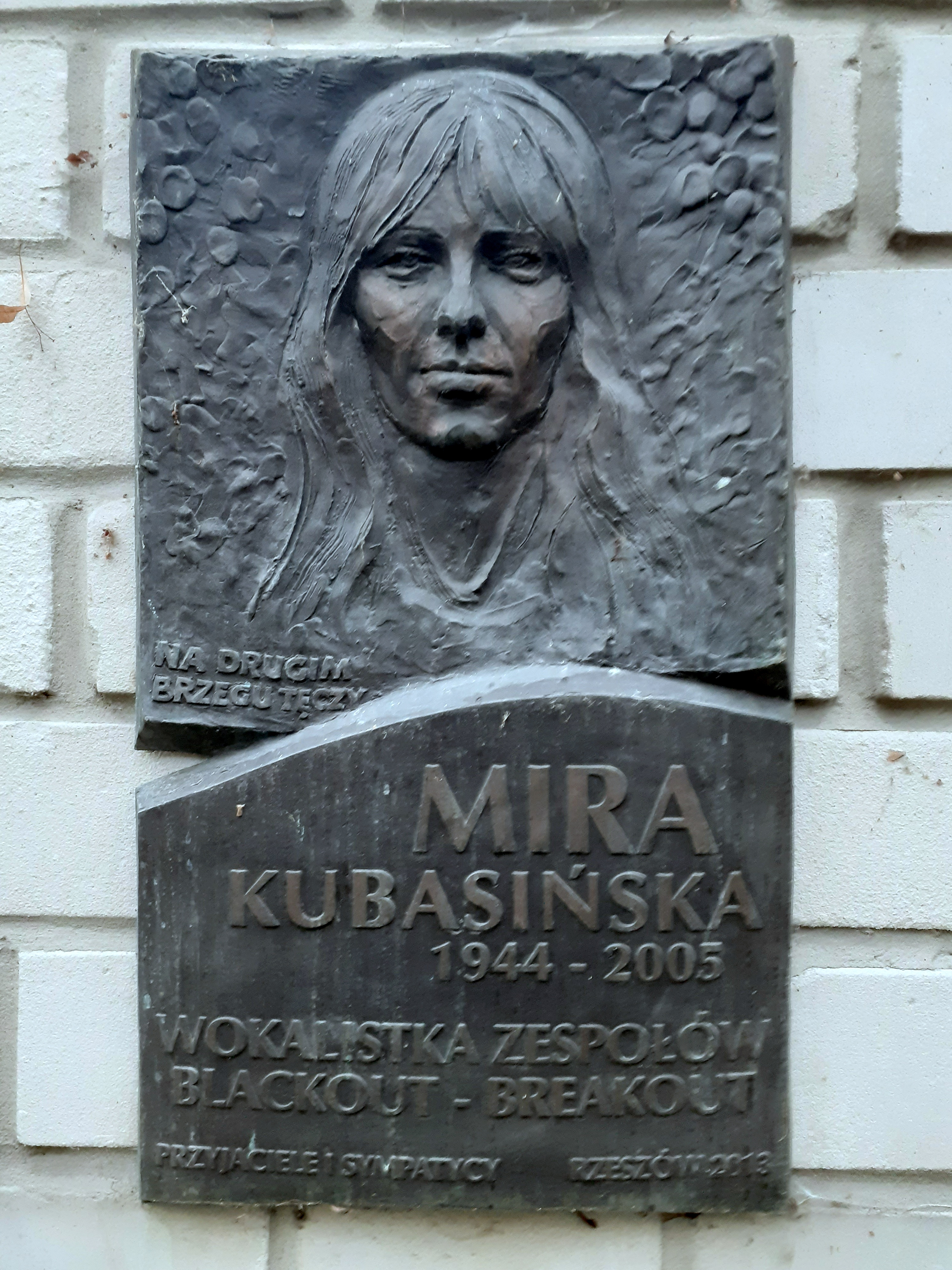
Tablica upamiętniająca Mirę Kubasińską na Starym Cmentarzu w Rzeszowie

## Życiorys
Uczyła się i rozwijała swój talent muzyczny w Ostrowcu Świętokrzyskim, m.in. w zespole pieśni i tańca, działającym w ostrowieckim Zakładowym Domu Kultury. Przed szerszą publicznością zadebiutowała w wieku 8 lat, wygrywając jedną z edycji audycji „Mikrofon dla wszystkich”. Występowała w rzeszowskim kabarecie Porfirion. W 1963 wraz z Tadeuszem Nalepą wystąpiła na II „Festiwalu Młodych Talentów” w Szczecinie. Sławę zdobyła podczas występów z założonym w 1965 przez Tadeusza Nalepę, Stanisława Guzka (Stana Borysa) i siebie zespołem Blackout, przekształconym w 1968 w Breakout. W 1966 współpracowała z grupą The Original London Beat, angielskim zespołem, który w ramach wymiany związków muzycznych w 1965 jako pierwszy przekroczył żelazną kurtynę w okresie zimnej wojny, nagrała z nim dwa utwory na EP-kę dla Polskich Nagrań „Muza”. W 1968 występowała wraz z Breakout w Holandii. Jej największe i najbardziej znane przeboje pochodzą z pierwszej płyty grupy, zatytułowanej Na drugim brzegu tęczy. Były to: Na drugim brzegu tęczy, Poszłabym za tobą, Gdybyś kochał hej (ten utwór znalazł się na pierwszym miejscu radiowych list przebojów w 1969, a na Krajowym Festiwalu Piosenki Polskiej w Opolu zdobył nagrodę specjalną). Jako wokalistka Kubasińska wzięła także udział w nagraniu płyt 70a, Mira, Ogień, NOL, Żagiel Ziemi, ZOL.
Po rozwiązaniu grupy w 1982 wycofała się z estrady. Produkowała i rozwoziła farby dla zaopatrzenia artystów plastyków, pracowała w barku na Dworcu Centralnym w Warszawie, szyła szelki, była dostawcą słodyczy i ciast, malowała Smurfy, figurki pamiątkowe, lepiła pierogi. Okazjonalnie pojawiała się na muzycznych imprezach wspomnieniowych, jak np. Old Rock Meeting w Operze Leśnej w 1986 i 1987. Od 1994 stale współpracowała ze szczecińskim zespołem After Blues. Początkowo opracowała wspólnie z zespołem nowe wersje swoich starych utworów z czasów Breakoutu, później zaczęła śpiewać także nowe kompozycje. W latach 90. i na początku XXI wieku koncertowała również z takimi zespołami, jak Kasa Chorych, K.G. Band i Bluesquad.
Ostatni koncert dała 15 października 2005 na Bluesadzie w Szczecinie. Niedługo przed śmiercią rozpoczęła pracę nad solowym albumem, który miał być jej oficjalnym powrotem na scenę muzyczną. 22 października 2005 straciła przytomność, upadła przed wejściem do sklepu i ok. godz. 11.00 trafiła do szpitala. Po trzech dniach, 25 października ok. godz. 18, zmarła w wyniku doznanego udaru mózgu. Została pochowana na cmentarzu w Otwocku.
W Ostrowcu Świętokrzyskim corocznie odbywa się bluesowo-rockowy festiwal jej imienia „Wielki Ogień”. W Otwocku zaś odbywają się Zaduszki Bluesowe im. Miry Kubasińskiej.

### Życie prywatne
Mira Kubasińska wyszła za mąż za Tadeusza Nalepę, z którym założyła zespoły Blackout i Breakout. Pobrali się w Urzędzie Stanu Cywilnego 9 stycznia 1964 w Wałbrzychu. Rozwiedli się w 1980. Ich synem jest gitarzysta Piotr Nalepa. Po 20 latach w drugim związku miała syna Konrada Koczyka.

## Upamiętnienie
Imię Miry Kubasińskiej noszą ulice w Zgierzu i w Ostrowcu Świętokrzyskim.